# Simone Barbieri
Simone Barbieri (23 de noviembre de 1958) es un deportista italiano que compite en tiro con arco, en la modalidad de arco desnudo. Ganó cuatro medallas en el Campeonato Europeo de Tiro con Arco en Sala entre los años 2022 y 2025.

## Palmarés internacional
| Campeonato Europeo en Sala | Campeonato Europeo en Sala | Campeonato Europeo en Sala | Campeonato Europeo en Sala |
| Año                        | Lugar                      | Medalla                    | Prueba                     |
| -------------------------- | -------------------------- | -------------------------- | -------------------------- |
| 2022                       | Laško (Eslovenia)          | Medalla de plata           | Equipo                     |
| 2024                       | Varaždin (Croacia)         | Medalla de bronce          | Individual                 |
| 2025                       | Samsun (Turquía)           | Medalla de oro             | Equipo                     |
| 2025                       | Samsun (Turquía)           | Medalla de plata           | Individual                 |